# Michael Gambon
Sir Michael John Gambon CBE (ur. 19 października 1940 w Dublinie, zm. 27 września 2023 w Witham) – irlandzki aktor, odtwórca roli Albusa Dumbledore’a w serii filmów o Harrym Potterze.

## Życiorys
Jego kariera aktorska rozpoczęła się od współpracy z The Edward/Macliammoir Gate Theatre w Dublinie. W 1963 dołączył do zespołu The National Theatre, grając w sezonie wieńczącym jego działalność pod kierownictwem Laurence’a Oliviera.
Grał między innymi w przedstawieniach Hamlet, Król Lear, Antoniusz i Kleopatra, Otello, Ryszard III, Żywot Galileusza, Wujaszek Wania oraz A Chorus of Disapproval. Była to jego współpraca ze znanymi zespołami, w tym z Royal Shakespeare Company oraz The National Theatre on the South Bank.
Został nagrodzony prestiżową nagrodą dla najlepszego aktora – The Evening Standard Theatre Award – za tytułową rolę w sztuce Volpone. Zebrał również świetne recenzje za wystawianą w Londynie i Nowym Jorku rolę w sztuce Skylight Davida Hare’a.
W 1997 królowa Elżbieta II nadała mu tytuł szlachecki, a inwestytury w jej imieniu dokonał w 1998 książę Karol.
„Odziedziczył” rolę profesora Albusa Dumbledore’a w cyklu Harry Potter po zmarłym w 2002 roku w wyniku choroby nowotworowej (chłoniak Hodgkina) Richardzie Harrisie.
Jego nazwiskiem został nazwany zakręt na torze wyścigowym Top Gear, z którego „wyleciał” jadąc „samochodem za rozsądną cenę” – Suzuki Lianą.
Zmarł 27 września 2023 roku w Witham. Miał 82 lata. Przed śmiercią cierpiał na zapalenie płuc.

## Odznaczenia
- Odznaka Rycerza Kawalera – ogłoszenie 1997[4], wręczenie (inwestytura) 1998[5]
- Commander Orderu Imperium Brytyjskiego

## Filmografia
- 1989: Kucharz, złodziej, jego żona i jej kochanek[6] jako Albert Spica
- 1992: Zabaweczki (Toys) jako generał porucznik Leland Zevo
- 1996: Samson i Dalila jako król Hamun
- 1999: Jeździec bez głowy jako Baltus Van Tassel
- 2000: Długość geograficzna jako John Harrison
- 2000: Endgame jako Hamm
- 2001: Gosford Park jako William McCordle
- 2001: High Heels and Lowlifes jako Kerrigan
- 2001: Charlotte Gray jako Levade
- 2001: Opowieść wigilijna jako Duch gwiazdkowych prezentów (głos)
- 2001: Perfect Strangers jako Raymond
- 2002: Ali G jako Premier
- 2002: Na ścieżce wojennej jako Lyndon Johnson
- 2003: Sylvia jako profesor Thomas
- 2003: Aktorzy jako Barreller
- 2003: Anioły w Ameryce jako przodek Priora Waltera 1
- 2003: Nieznany książę jako Edward VII
- 2003: Tajemnice oceanu jako narrator
- 2004: Harry Potter i więzień Azkabanu jako Albus Dumbledore
- 2004: Standing Room Only jako Larry
- 2004: Sky Kapitan i świat jutra jako Morris Paley
- 2004: Przekładaniec (Layer Cake) jako Eddie Temple
- 2004: Podwodne życie ze Steve’em Zissou jako Oseary Drakoulias
- 2004: Julia jako Jimmy Langton
- 2005: Harry Potter i Czara Ognia jako Albus Dumbledore
- 2005: Historie zagubionych dusz jako Larry
- 2006: White Rabbit jako Jock
- 2006: Dobry agent jako dr Fredericks
- 2006: Omen jako Bugenhagen
- 2006: Dobranoc, kochanie jako Alan Weigert
- 2007: Harry Potter i Zakon Feniksa jako Albus Dumbledore
- 2008: Powrót do Brideshead jako lord
- 2009: Harry Potter i Książę Półkrwi jako Albus Dumbledore
- 2010: Księga ocalenia jako George
- 2010: Harry Potter i Insygnia Śmierci. Część I jako Albus Dumbledore
- 2010: Jak zostać królem jako król Jerzy V
- 2011: Harry Potter i Insygnia Śmierci. Część II jako Albus Dumbledore
- 2012: Kwartet jako Cedric Livingston
- 2013: Bez wytchnienia jako baron Mansfield
- 2014: Common jako sędzia
- 2016: Ave, Cezar! jako narrator
- 2017: Pałac wicekróla jako Hastings Lionel Ismay
- 2018: Katyń. Ostatni świadek jako Frank Hamilton
- 2018: Johnny English: Nokaut jako Agent Five
- 2019: Judy jako Bernard Delfont